# Clubiona submaculata
Clubiona submaculata är en spindelart som först beskrevs av Tord Tamerlan Teodor Thorell 1891.  Clubiona submaculata ingår i släktet Clubiona och familjen säckspindlar.
Artens utbredningsområde är Nicobarerna. Inga underarter finns listade i Catalogue of Life.